# Émile Butscha
Émile Eugène Butscha, né le 10 juin 1847 à Colmar et mort le 6 août 1887 dans le 9e arrondissement de Paris, est un dessinateur, affichiste, lithographe et illustrateur français d'origine alsacienne.

## Biographie
Les travaux d’Émile Butscha, dont la vie est peu connue à ce jour, tourne essentiellement autour du monde du spectacle parisien : café-concert, cirque, fête foraine, music-hall...
Ses premières affiches répertoriées sont en couleurs et datent des années 1870 : on citera son Napoli, le Sansom moderne (1874) qui révèle son talent de dessinateur et de coloriste.
Il illustra de très nombreuses partitions de chansonnettes où figurent les noms d'Aristide Bruant, Jules Jouy, Gaston Villemer, Armand Ben, Auguste Taccoen...
Le fonds du Département des estampes et de la photographie de la Bibliothèque nationale de France possède cinq affiches remarquables de Butscha, et pus de 1 500 partitions.
Émile Butscha a été inhumé au cimetière parisien de Pantin (27e division).

## Galerie

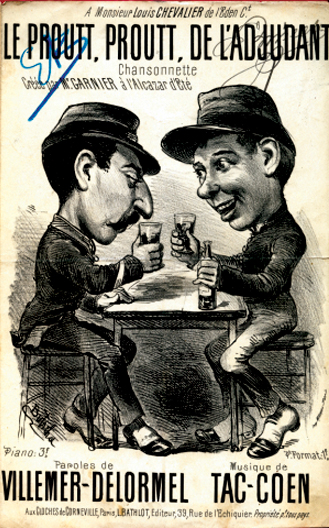
Le proutt, proutt, de l'adjudant, partition (1883).
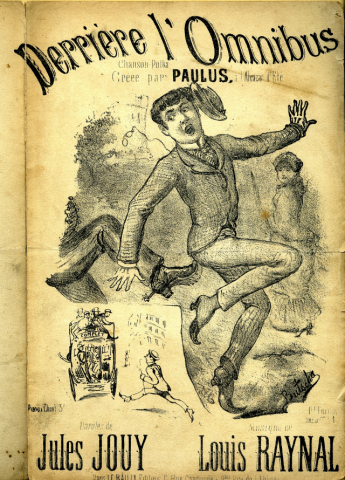
Derrière l'Omnibus, partition (1883)
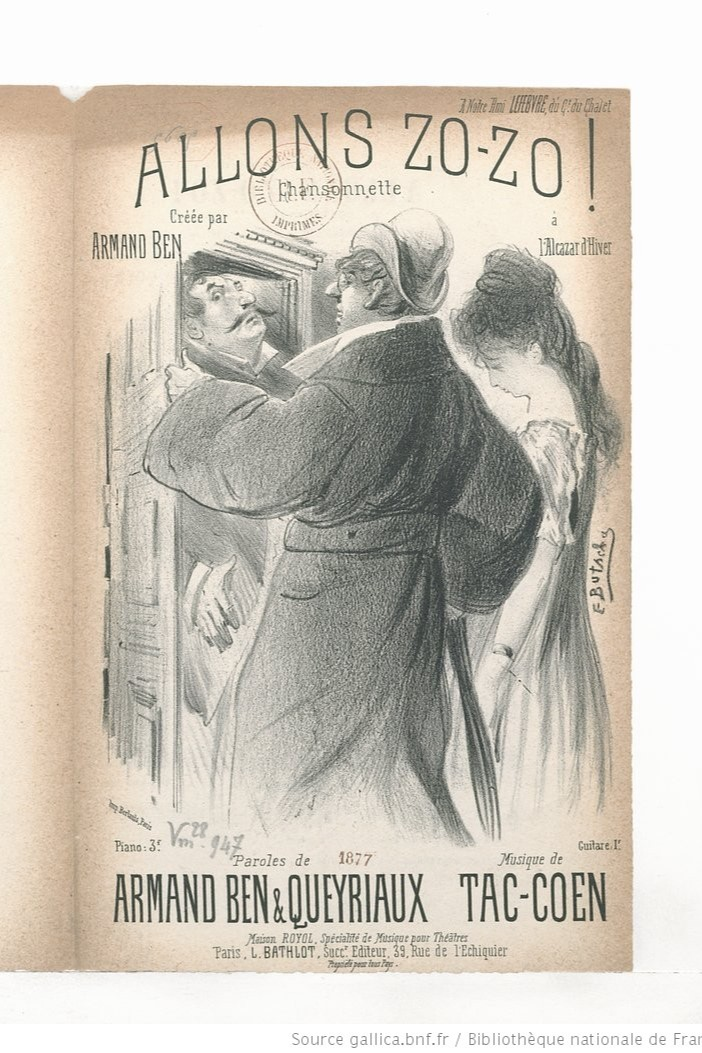
Allons zo-zo !
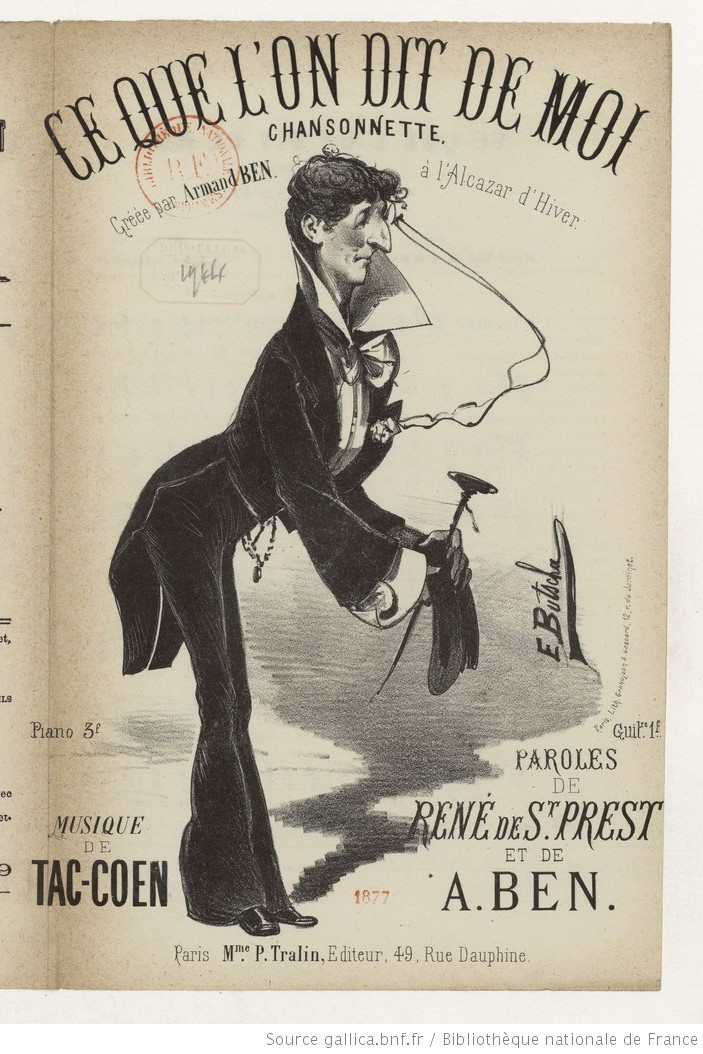
Ce que l'on dit de moi